# Doctrina Asturianista
Doctrina asturianista aprovada per la Junta Regionalista del Principat, més coneguda simplement per Doctrina asturianista, es tracta d'un peculiar opuscle estructurat en preguntes i respostes ajustades a la doctrina del tradicionalisme carlista de la Junta Regionalista del Principat d'Astúries. Inspirat en el Compendi de la doctrina catalanista de Prat de la Riba, pretenia convertir-se en pamflet que reivindiqués la restauració de la Junta General del Principat d'Astúries (desapareguda el 1835), a més d'un major autogovern.
Va ser publicada a Oviedo per Álvaro Fernández Miranda (1855-1924), Vescomte de Campogrande, membre de la Reial Acadèmia d'Història, al costat de Ceferino Alonso Fernández El cenobita (1887-1920) i José González, registrador de la propietat.
| « | P. Resumint la nostra doctrina, a què aspira Astúries? R. Clarament es dedueix del que s'ha exposat. No és separatista, per ser ella mateixa el fonament, l'entranya de la nacionalitat espanyola, sintetitzant el seu ideal en aquesta frase: Astúries lliure, regida per si mateixa(pàg. 34) | » |